# Josef Hanuš (generál)
Josef Hanuš (14. září 1898 Čáslav – 14. května 1953 Praha) byl československý sborový generál (velitel československého letectva), účastník protinacistického odboje.

## Život
Po absolvování kadetní školy ve Vídni byl v listopadu 1917 poslán na ruskou frontu 1. světové války, od února 1918 na sočskou frontu. V květnu 1918 byl povýšen do hodnosti poručka rakousko-uherské armády. Po vzniku Československa se ve Vysokém Mýtě přihlásil do nově vzniklé československé armády.V maďarsko-československé válce působil jako velitel 2. polní roty 11. střeleckého pluku. Potom vystřídal řadu funkcí u 1. československého horského pěšího pluku, v posádkách Nižná Hutka, Spišská Nová Ves, Čadca, Žilina, Trstená, Námestovo a Krásnohorské Podhradie.

### Působení v předválečném letectvu
V roce 1922 absolvoval v Olomouci balonový kurs a od září 1922 byl zařazen k 2. balonové rotě 2. leteckého pluku. Od 1. září 1923 byl zařazen k 1. leteckého pluku. V prosinci 1927 byl jmenován pilotem-letcem, v červenci 1928 polním pilotem–letcem a v červenci 1929 pilotem balonu. V letech 1928 až 1929 působil v leteckém odboru ministerstva národní obrany. Vystudoval Válečnou školu v Praze a byl přeřazen do štábu Zemského vojenského velitelství v Bratislavě. V letech 1933 až 1936 přednášel na Válečné škole v Praze taktiku leteckého boje. Od května 1936 do dubna 1937 byl vyslán do Sovětského svazu za účelem získání zkušeností. Od října 1937 působil u 5. leteckého pluku, kde dělal velitele perutě. V lednu 1938 byl povýšen do hodnosti podplukovníka. Od února do dubna 1938 působil jako velitel 5. leteckého pluku. Potom působil jako přednosta operačního oddělení velitelství letectva Hlavního vojenského velitelství a v roce 1939 jako náčelník štábu Zemského vojenského velitelství v Praze.

### Období německé okupace Čech, Moravy a Slezska
Během německé okupace Čech, Moravy a Slezska krátce pracoval jako tiskový referent Okresního úřadu v Turnově (od července 1939). Působil v ilegální schmoranzově skupině tiskových tajemníků. V srpnu 1939 byl zatčen a vězněn ( v Praze, Drážďanech, Kladně, Berlíně a Liberci). V prosinci 1942 byl z důvodu plicního onemocnění z vězení propuštěn; do konce pak byl v plicních sanatoriích (na Pleši, v Příbrami a v Kostelci nad Černými lesy), kde pracoval jako pomocný zemědělský dělník. Květnového povstání českého lidu se zúčastnil v Praze.

### Poválečné období
Od května 1945 byl jmenován podnáčelníken štábu velitelství letectva. Od září 1945 byl náčelníkem štábu velitelství letectva. V roce 1946 byl jmenován brigádní generálem (s účinností od května 1945). V roce 1948 absolvoval generálský kurs v Praze. Dne 16. října 1948 byl jmenován divisním generálem. Od srpna 1950 byl jmenován velitelem letectva. Dne 8. května 1952 byl jmenován sborovým generálem. 

## Vyznamenání (výběr)
- Československý válečný kříž 1914–1918
- Československý válečný kříž 1939
- Československá medaile Za chrabrost před nepřítelem
- Řád 25. února, I. třídy
- Medaile za vítězství nad Německem ve Velké vlastenecké válce 1941–1945